# Pokabius vaquero
Pokabius vaquero är en mångfotingart som beskrevs av Chamberlin 1941. Pokabius vaquero ingår i släktet Pokabius och familjen stenkrypare. Inga underarter finns listade i Catalogue of Life.